# SMTown Live '08
SMTOWN LIVE '08 (2008-2009) fue una gira de conciertos por Asia realizada para el SM Town. La gira comenzó en Corea del Sur y amplió su ruta a Tailandia y China.

## Historia
- SM Town es el nombre para los artistas coreanos que están bajo el sello de SM Entertainment.
- Cada año, la empresa organiza a sus artistas para presentarse en un concierto de cinco horas largas donde viajan alrededor de Asia.
- En el concierto de Tailandia, solo Kibum de Super Junior estaba ausente, TVXQ, SHINee, Zhang Li Yin, Girls' Generation estuvieron presentes. Considerando que, BoA no se pudo presentar debido a su apretada agenda en los EE. UU., The Grace se retiró en el último minuto debido a que Stephanie tenía dolor de espalda y se informó que Kibum de Super Junior estaba ocupado con su actuación[cita requerida].

## Artistas
- Song Kwang-sik
- BoA
- Choo Ka Yul
- TVXQ
- Super Junior
- The Grace
- Zhang Li Yin
- Girls' Generation
- SHINee
- Isak

## Canciones interpretadas en el SMTOWN LIVE '08

### Round 1
1. "Angels" – Sunday de The Grace
2. "Out of Sight, Out of Mind" – Dana de The Grace
3. "Just for One Day" – The Grace (con Kyuhyun de Super Junior)
4. "Too Good" – The Grace
5. "Don't Go Away" – Choo Ka Yul
6. "Let It Be" – Choo Ka Yul
7. "Just Two of Us" – Choo Ka Yul (con Sungmin de Super Junior)
8. Dance performance: SHINee
9. "Love Should Go On" – SHINee
10. "Real" – SHINee
11. "I Will" – Zhang Li Yin
12. "Hey Mickey" – Girls' Generation
13. "Complete" – Girls' Generation
14. "The Story I Want to Tell" – Girls' Generation
15. "Suddenly" (versión en coreano) – Kangin, Heechul de Super Junior
16. "Don't Walk Away" (versión en coreano) – Kangin, Heechul de Super Junior
17. "Hug" (Unplugged) – TVXQ
18. "Through the Forest" – TVXQ
19. "Love Is..." – TVXQ
20. "One Love" – Eunhyuk, Xiah Junsu
21. Rap duel: U-Know Yunho, Micky Yoochun, Shindong, Donghae, Key
22. SM Town rock performance: "Duck Flies" – Max Changmin de TVXQ (con Sungmin, Siwon de Super Junior)
23. SM Town rock performance: "Crazed" – Heechul (con Sungmin, Siwon de Super Junior)
24. "If" – Taeyeon de Girls' Generation
25. "A Goose's Dream" – Kyuhyun, Jonghyun (con Song Kwang Sik)
26. "A Wounder Deeper Than Love" – Hero Jaejoong con Lina de The Grace
27. "The Second Winter" – Ryeowook, Yesung, Onew
28. "What U Want" – Stephanie de The Grace
29. "Pajama Party" – Super Junior-Happy
30. "Our Love" – Super Junior
31. "Midnight Fantasy" – Super Junior
32. "Song for You" – Super Junior
33. "Under the Sea" (versión en coreano) – SM Town
34. "Snow Dream" – SM Town

### Round 2
1. "Twins (Knock Out)" – Super Junior
2. "Purple Line" – TVXQ
3. "Boomerang" (Remix) – The Grace
4. "Don't Don" – Super Junior
5. "O-Jung.Ban.Hap." – TVXQ
6. "A Man in Love" – Super Junior
7. "Rising Sun" – TVXQ
8. "Love Like Oxygen" – SHINee
9. "In My Room" – SHINee
10. "You're My Miracle" – TVXQ
11. "You're My Endless Love" – Super Junior
12. "Kissing You" (Remix) – Girls' Generation
13. "Catch the Shooting Star" – The Grace
14. "Dancing Out" – Super Junior
15. Medley: "Into the New World" / "Girls' Generation" / "Ooh La-La!" / "Baby Baby" / "Honey" – Girls' Generation
16. "The Final Sentence" – The Grace
17. "One More Try" – Zhang Li Yin
18. "Love in the Ice" (versión en coreano) – TVXQ
19. "Replay" – SHINee
20. "Dancer in the Rain" – The Grace
21. "The Club" – The Grace
22. "One More Time, OK?" – The Grace
23. Dance battle: Xiah Junsu, U-Know Yunho, Stephanie, Shindong, Eunhyuk, Donghae, Hyoyeon, Taemin
24. "Moto" – BoA
25. "My Name" – BoA
26. "Girls on Top" – BoA
27. "Garden in the Air" – BoA
28. "Rock with You" – BoA
29. "Smile" – Super Junior
30. "Oasis" – TVXQ
31. "Hi Ya Ya Summer Day" – TVXQ
32. "Full of Happiness" – Super Junior
33. "Wonder Boy" – Super Junior
34. "Balloons" – TVXQ
35. "Show Me Your Love" – TVXQ, Super Junior
36. "Summer Vacation" – SM Town
37. "Hotmail" – SM Town
38. "Red Sun" – SM Town

## Fechas del Tour
| Fecha                    | Ciudad, País        | Venue                    |
| ------------------------ | ------------------- | ------------------------ |
| 15 de agosto de 2008     | Seúl, Corea del Sur | Estadio Olímpico de Seúl |
| 13 de septiembre de 2008 | Shanghái, China     | Estadio de Shanghái      |
| 7 de febrero de 2009     | Bangkok, Tailandia  | Estadio Rajamangala      |